# Niro Carper
Niro Carper (batizado Nirothon José Cardoso Pereira, Augusto Corrêa, 02 de novembro de 1976), é um cordelista brasileiro.

## Biografia
Filho de uma professora e de um pescador, Niro Carper nasceu na Vila de Araí em Augusto Corrêa. Seu pai era um apreciador de cordéis, hábito herdado pelo filho que tomou contato com esta manifestação literária antes mesmo de aprender a ler. Aos oito anos de idade leu seu primeiro cordel, O príncipe formoso, e depois dos quinze anos começou a organizar sua própria coleção de cordéis, que hoje conta com mais de 500 títulos. A partir desta experiência, em 2010 começou a escrever suas próprias histórias, que hoje ultrapassam 100 publicações.
Em 2021, passou a residir no município de Ananindeua.

## Obras publicadas

### Coleção Poronga[1]
- O gigante egoísta: uma história de transformação
- Uma história ao luar (2016)
- A maldição do guaxinim e a vingança do Ataíde (2016)
- A tragédia da vingança (2016)
- O mistério do fantasma da festa (2016)
- A noiva (2018)
- Um vampiro trapalhão no bando de Lampião (2019)
- Destino sombrio (2020)
- O heroísmo do bandido Ferrabrás (2020)
- O tropeiro (2022)

### Coletâneas
- Cordelistas Contemporâneos – Coletânea 2017[2]